# Грин (пушка)
Пушка система Грин (енгл. Green brothers' system), позната међу српским војницима као гриновача, спорометна пушка острагуша коришћена у Кнежевини Србији у другој половини 19. века.

## Карактеристике
Пушку система Грин развили су енглески пушкари браћа Грин између 1859. и 1860, у циљу преправљања постојећих британских пушака спредњача (капислара Енфилд модел 1853) у острагуше. Док је већина раних острагуша тог времена користила сједињени метални метак и затварач у виду поклопца (Снајдер-Енфилд, Крнка, Верндл, Спрингфилд модел 1873) или падајућег масивног блока (Пибоди, Мартини-Хенри), пушке система Грин имале су примитивну верзију чепног затварача и пуњене су полусједињеним метком (фишеком), који се опаљивао табаном на капислу. Затварач цилиндричног облика са чепом на предњем крају кретао се у четвртастом сандуку пушке дуж уздужне осе повлачењем кратке водоравне полуге на задњем крају затварача. Простим повлачењем затварача уназад отварала се барутна комора, која је пуњена полусједињеним папирним метком (фишеком са барутом и куглом), након чега се затварала гурањем затварача унапред. Опаљивање је вршено класичним табаном на капислу са орозом, који се ручно натезао пре сваког пуцања, с тим што се каписла могла заштитити поклопцем везаним ланцем, како би остала на месту приликом кретања. За разлику од других раних острагуша са чепним затварачем  (Драјзе, Шаспо), које су пуњене сједињеним метком (каписла, барут и кугла) у папирној чахури, пушке система Грин биле су само каписларе пуњене отпозади.

## Производња у Србији
Пушке система Грин, у основи и даље каписларе пуњене отпозади, без сједињеног метка, у Великој Британији су сматране застарелим: приликом прераде војничких пушака спредњача у острагуше 1866, усвојене су пушке система Снајдер-Енфилд, са затварачем у облику поклопца и ударном иглом, пуњене сједињеним метком у металној чахури.
Међутим, једноставност и ниска цена прераде постојећих спредњача у острагуше система Грин навели су владу кнежевине Србије да прихвати овај систем за модернизацију пушака српске војске. Године 1865. Кнежевина Србија је још увек била османска вазална држава, али је српска влада учинила све да модернизује војску, која се састојала од око 5.000 професионалних војника у стајаћој војсци и свих војно способних мушкараца у Србији. старости 20–50 година, који су организовани у Народну војску и подељени у две класе, према старости обвезника (прва класа су били мушкарци млађи од 35 година).
Србија је 1862. имала 94.000 пушака (калибра 13-18 мм), аустријског и турског порекла, а из Русије је добијено 31.000 пушака кремењача, које су у фабрици оружја у Ужицу преправљене у каписларе.
После 1866. године српска војска је била суочена са брзом модернизацијом својих моћних суседа и потенцијалних непријатеља, који су усвојили нове војничке пушке острагуше са затварачем и сједињеним металним метком: Аустрија је сопствену мускету Лоренц преправила у острагушу Венцл (после 1867. замењену острагушом Верндл), док су Османлије усвојиле британску пушку Снајдер-Енфилд (после 1870. замењен још бољим Мартини-Хенри). Пошто није било новца за куповину нових пушака са затварачем, Влада Србије је изабрала јефтиније решење, да старе спредњаче преправи у острагуше, користећи неке од постојећих система за конверзију. Међутим, постојећи системи за конверзију (као у аустријској пушци Венцл, британској Снајдер-Енфилд и америчкој Спрингфилд модел 1873) радили су само са малокалибарским (испод 15 мм) пушкама, које српска војска није имала: већина постојећих војних пушака биле су руске каписларе и белгијски карабини великог калибра (15–18 мм).
Међутим, 1867. године на европском тржишту су биле доступне велике количине веома јефтиних капислара, пошто је крај Америчког грађанског рата (1861-1865) оставио многе пушке направљене за америчку војску непродате у Европи, док је брзо усвајање острагуша од стране свих већих држава учинило каписларе нагло застарелим. У тој ситуацији, српска влада је 1867. лако купила око 60.000 пушака: око 27.000 пушака Лоренц М1854 (калибра 13,9 мм, познатих као аустријски калибар) купљено је у Аустрији, а 33.000 белгијских пушака М1850/56 (калибра 14,9 мм) купљено је у Хамбургу (од овог броја 5.000 је послато као војна помоћ Кнежевини Црној Гори).
Истовремено, већ 1866. године српски војни стручњаци су изабрали веома јефтин систем британске браће Грин за конверзију спредњача у острагуше. Године 1867. у Крагујевцу је почела преправка пушака Лоренц М1854 у острагуше система Грин. До 1869. године свих 27.000 пушака је преправљено, али је већ 1871. овај систем замењен модернијом пушком система Пибоди, са сједињеним металним метком. Овим пушкама је 1876-1878 вођен рат против Турака.

## Употреба у борби
Прва практична употреба пушака система Грин у Србији, приликом извођења почасног плотуна на сахрани Узун-Мирка Апостоловића 1868, показала је катастрофалну непоузданост ових пушака у пракси - готово половина је затајила. На папиру, нове српске пушке Грин модел 1867 биле су способне да испаљују 6 метака у минуту, отприлике дупло више од најбољих старијих пушака спредњача. У пракси, ове пушке су биле крајње непоуздане, а главни проблем је била њихова муниција: папирни патрони (фишеци) су се лако кидали, били су неупотребљиви по влажном времену и тешко су се опаљивали старим системом табана на капислу, који је био намењен за паљење растреситог барута, а не перфорираног папира. Стопа затајења (неопаљивања) је била око 50%, а често се трошило по неколико каписли за један испаљени метак: на тај начин је потрошња каписли била најмање два пута већа него код обичних капислара. Да ствари буду још горе, барутна комора и сандук пушке су се лако зачепљивали остацима несагорелог папира и барута, што је захтевало чишћење након сваких 7-8 хитаца. На тај начин стварна брзина паљбе није била већа од 2-3 метка у минути, што је била уобичајена брзина паљбе за старије пушке каписларе.
Пушкама система Грин била је наоружана II класа српске пешадије, док су војници I класе добили модерније пушке Пибоди. Српска коњица била је наоружана карабинима система Грин калибра 13,8 мм и Пибоди калибра 14,8 мм. Током рата, више од 6.000 пушака система Грин преправљено је у знатно боље пушке Пибоди модел 1870, међутим, 1877. Српска војска је још увек имала у употреби око 12.000 гриновача. Након рата све су преправљене у тзв. пибодуше. Једини познати сачувани примерак српске пушке Грин модел 1867, наведен под (погрешним) називом Пешадијска пушка модел 1862 (Лоренц) преправљена у острагушу система Линднер, налази се у Поморском музеју у Венецији.

## Цена
Цена ових пушака у своје време била је релативно добар показатељ како њихове употребне вредности, тако и трошкова производње. Пред српско-турски рат 1876, пушке гриноваче су, због знатно скупље израде (затварачи су увожени из Беча), процењиване на 126 гроша (50,4 динара), док су знатно боље пибодуше, чији су затварачи прављени у Крагујевцу, процењиване на само 90 гроша (36 динара). Након само годину дана, када се употребом у рату показала непоузданост гриновача (затајивање од скоро 50̤% и обавезно чишћење затварача након сваких 7-8 хитаца), цене су ревидиранеː по званичном ценовнику Кнежевине Србије од  16. августа 1877. гриноваче су вределе 60 гроша (24 динара), а пибодуше 70 гроша (28 динара). Поређења ради, током српско-турских ратова 1876-1878, српска војска запленила је 17.313 пушака, од чега 5.937 мартинки и само 88 винчестерки. По званичном ценовнику Кнежевине Србије од 1. марта 1879, мартинке су вределе 60, винчестерке 72, снајдерке 33, а руске крнке само 25 динара. Према томе, једна гриновача вредела је упола мање од мартинке, главне турске војничке пушке тог времена, а отприлике исто као крнка, главна руска војничка пушка.